# Ollanta Humala
Ollanta Moisés Humala Tasso (* 27. června 1962 v Limě) je peruánský politik a bývalý prezident Peru. Na tuto pozici kandidoval už v roce 2006, ale vyhrál až v roce 2011 v druhém kole. Byl prezidentem v letech 2011–2016.

## Biografie
Původním povoláním je vojenský důstojník, sloužil v letech 1982–2005, účastnil se v roce 1992 bojů proti Světlé stezce a o tři roky později Cenepské války proti Ekvádoru. Armádu posléze opustil v hodnosti podplukovníka. Ještě předtím ale v roce 2000 vedl neúspěšnou vzpouru 39 vojáků v městě Tacna proti tehdejšímu prezidentovi Albertovi Fujimorovi.

## Vyznamenání
- velkokřží s řetězem Řádu prince Jindřicha – Portugalsko, 19. listopadu 2012[3]
- rytíř velkokříže s řetězem Řádu Isabely Katolické – Španělsko, 3. července 2015 – udělil král Filip VI. Španělský[4]